# Ropesville
Ropesville es una ciudad ubicada en el condado de Hockley en el estado estadounidense de Texas. En el Censo de 2010 tenía una población de 434 habitantes y una densidad poblacional de 461,62 personas por km².

## Geografía
Ropesville se encuentra ubicada en las coordenadas 33°24′48″N 102°9′18″O / 33.41333, -102.15500. Según la Oficina del Censo de los Estados Unidos, Ropesville tiene una superficie total de 0.94 km², de la cual 0.94 km² corresponden a tierra firme y (0%) 0 km² es agua.

## Demografía
Según el censo de 2010, había 434 personas residiendo en Ropesville. La densidad de población era de 461,62 hab./km². De los 434 habitantes, Ropesville estaba compuesto por el 90.09% blancos, el 1.61% eran afroamericanos, el 1.84% eran amerindios, el 0.23% eran asiáticos, el 0% eran isleños del Pacífico, el 5.76% eran de otras razas y el 0.46% pertenecían a dos o más razas. Del total de la población el 49.08% eran hispanos o latinos de cualquier raza.